# 岡本晃弦
岡本 晃弦（おかもと あきら、1982年12月29日 - ）は、愛知県一宮市出身の日本のボーカリスト、ギタリスト、ミュージシャン、音楽プロデューサー。本名は、岡本 晃（おかもと あきら）。岡本晃弦名義での音楽活動と並行し、数々のインディーズミュージシャンへの楽曲提供、プロデュース活動を行っている。元ももいろハニーのボーカリスト、ギタリスト。

## 概要・来歴
中学生のとき、体が小さいことを利用し競馬のジョッキーになろうと受験をするが不合格。ふてくされている毎日の中、JUDY AND MARYのTAKUYAに憧れギターを始める。ギターを買いたくてもお金がなく祖母を騙してギターを買ってもらう。
高校卒業と同時に名古屋市内の音楽専門学校に通う。そこで後のバンド『ももいろハニー』のメンバーと出会い、半ば強引にバンドを組む。当初はギタリスト。あるときのライブで突然ボーカリストが当日逃げるというハプニングがあり、ここも半ば強引にボーカリストとなる。
バンド『ももいろハニー』の名前の由来は当時付き合っていた彼女がピンクが好きだったという理由でつけた。メンバーや周りからはひんしゅくを買ったがそのままの名前でインディーズで活動をする。名古屋を拠点にライブハウスを中心に活動。インディーズ時代には名古屋大須 ell.FITS ALLにてワンマンライブ4回、5枚のマキシシングル、1枚のミニ・アルバム、1枚のフル・アルバム、1枚のDVDを発売。声質とキャラクターが中性的であり、ギターとキーボードの知的なアレンジコンビネーションを得意とし、インディーズながら人気を手にした。
2007年1月24日、テイチクよりアルバム『涙ハ五線ニ描カレタ』でメジャー・デビュー。2007年1月27日公開の日韓合作映画『あなたを忘れない』にて『君ヲ呼ブ詩』が挿入歌になる。2007年1月12日、この作品のプレミアムビッグコンサートが日本武道館にて行われ出演。その際、槇原敬之、HIGH and MIGHTY COLORら10組の日韓アーティストと共演。
2008年、レコーディング中のキーボードメンバーの突然の脱退により、ももいろハニーが実質上の活動休止状態に。それと同時にアコースティック・ギターによるセットでのソロ活動を開始する。同時に楽曲提供も開始し、地元名古屋のテレビ番組への楽曲提供や新人アーティストへの楽曲提供、プロデュース活動も勢力的に行う。
2009年、2月から残ったメンバーでのレコーディングを予定していたがベースのメンバーも体調不良により脱退。同時に所属していた事務所が倒産。実質的に活動が困難であると判断し、2009年12月30日をもってももいろハニーを解散する。
解散を決定した2009年2月に上京。下北沢・名古屋を中心にソロ名義でのライブ活動を開始する。
- 1998年 TAKUYA（元JUDY AND MARY）に憧れギターを始める。
- 2001年 バンドももいろハニー結成。名古屋を中心に活動。当初はギタリスト。
- 2002年 ボーカリストの脱退を期にボーカリストに転向。
- 2006年 TAKUYA（元JUDY AND MARY）のローディー、スタッフをやり音楽を学ぶ。インディーズ時代（ell.FITS ALLにてワンマンライブ4回、5枚のマキシシングル、１枚のミニ・アルバム、1枚のフル・アルバム、１枚のDVDを発売）
- 2007年 テイチクよりメジャー・デビュー（1枚のフル・アルバム発売）。日本武道館にて槇原敬之と共演。日韓合作映画「あなたを忘れない」にて「君ヲ呼ブ詩」が挿入歌に。
- 2008年 弾き語りにてソロ活動、音楽制作を開始。テレビ番組のBGM等を制作、新人アーティストに楽曲提供も始める。
- 2009年 上京。バンドももいろハニーを12月30日をもって解散。
- 2010年 本格的に下北沢・名古屋を中心にバンドサウンドでソロ活動を開始。8月・9月に自主イベント『ひねくれポップは僕のもの』を下北沢・名古屋で開催。定期的に『NEW FACE POP SHOW』を川崎市のライブハウスで主催。
- 2011年 3月26日に下北沢 CLUB251にてワンマンライブ『下北ポップも僕のもの』を開催。東日本大震災へのチャリティーライブとした。
- 2011年 ガールズバンドHAPPYBIRTHDAY 「しゃかいのごみのうた」 「SHIT!」のレコーディングに参加　ライブでのサポートギターも行う。
- 2012年 ボイストレーナー佐藤涼子に師事  今までに菅田将暉 Flow Back フィロソフィーのダンス the peggies 斉藤秀翼 キタニタツヤ 前田留美等の担当
- 2013年 桑名正博、アンルイス、美勇士親子コラボ企画「ONE」にアコースティックギター、アレンジで参加
- 2016年 田原俊彦 「ときめきに嘘をつく」 コーラスで参加 01.ときめきに嘘をつく 02.そのとき愛がわかるんだ
- 2018年 Cö shu Nieのメジャー以降の作品のレコーディングディレクターを担当
- 2018年 田原俊彦「Escort to my world」にコーラス、コーラスアレンジで参加
- 2021年 山下智久「Tomohisa Yamashita　First Online Live “Beautiful World”」ギタリスト、マニピュレーターで参加
- 2022.08.10 元 King & Prince 岩橋玄樹ALBUM「How To Love」コーラスで参加

　　01. How To Love02. Fortune Lady 03. INTO YOU 05. Shake It 13. In My Dreams (Bonus Track)

## ディスコグラフィー

### ももいろハニー

#### シングル
- チョウチョ（2003年3月26日）

1. チョウチョ
2. やすらぎの場所
3. 夕日に憧れ

- ハニーの秘密（2003年8月13日）

1. ハニーの秘密
2. 夕焼けハイジャンプ
3. 風と一緒に・・・

- 小さな詩（2004年4月21日）

1. 小さな詩

- 悪魔とミルク（2004年4月28日）

1. 悪魔とミルク
2. イエローイエロー
3. 花言葉

- PUZZLE（2005年8月24日）

1. PUZZLE 『ドランク魂』（東海テレビ）エンディングテーマ
2. City Romance
3. 玉蜀黍男（もろこしボーイ）

#### ミニアルバム
- センチメンタルスクール（2003年11月26日）

1. やすらぎの場所
2. チョウチョ
3. ハニーの秘密
4. 3回目の誕生日
5. つれづれノート
6. また逢う日まで

#### フルアルバム
- M（2004年12月15日）

1. やすらぎの場所
2. デミオドライブ
3. イエローイエロー
4. ベビードール
5. 愛の花
6. 悪魔とミルク
7. 三回目の誕生日
8. 小さな詩
9. まばたき
10. 僕らのオルゴール
11. ワスレナグサ

- 涙ハ五線ニ描カレタ（2007年1月24日）（テイチク）

1. ずっとハレルヤ
2. ニューウェーブに花束を…
3. Breakbeatsは旅の向こう
4. 夢見るタンス~a chest of drawers dance~
5. 雨降りのドラマ 『タカアンドトシの音楽魂か!』（2007年4月 - 6月）（東海テレビ）エンディングテーマ
6. 最後の一球~Dear girl friend~
7. 千を越え夜を越えて
8. Drive II
9. beautiful boat
10. 「G」のLove Song
11. 8分の7の地図　『バーニャカウダ』（東京FM）エンディングテーマ
12. blue blue
13. カナシミノフタリ
14. 君ヲ呼ブ詩 (bonus track)　日韓合作映画『あなたを忘れない』（2007年）挿入歌

#### 配信のみのシングル
- そっと愛だけ 『タカアンドトシの音楽魂か!』（2007年7月 - 9月)（東海テレビ）エンディングテーマ

### 楽曲提供したテレビ番組
- 『すくすくぽん!』（2008年4月 - ）（東海テレビ）オープニングテーマ 作詞/作曲/歌
- 『メ〜テレライブ BOMBER-E』（名古屋テレビ放送）クチコミランキングコーナー『水の涙』 作曲

### 岡本晃弦

#### シングル
- キン肉マンを知ってるかい?

キン肉マンを知ってるかい？ツアー（2010年）ノベリティーCD（非売品）
- COME ON BOY!?

COME ON BOY!?ツアー（2010年）ノベリティーCD（非売品）

#### アルバム
- ひねくれナイン(2011年3月26日)

1. 45にもなって
2. キン肉マンを知ってるかい?
3. サヨナラの合図
4. 恋したのは君だけで 愛したのも君だけで
5. COME ON BOY!?
6. Let's cooking!
7. アイラビューベイベー
8. 東京の街はいつも
9. 行け!マイジェニーGO!

個人バンドプロジェクト 僕はハーレム
・2017 3月8日 配信リリース1
(陰気と陽気のストラテジー)
パズル〜I want to be strong like you〜
愛ばっかり〜You’re just saying that〜
Kiss me baby 〜さわらないで〜
あした天気になあれ〜happy branch @Eggs'n Things〜
・2017 9月13日 配信リリース2
(Young,Alive,in Love)
3番線〜Stand by me
colorful sky〜海を見るつもりじゃなかっ
さよならの向こう側〜Sweet dreams..            
この風に吹かれて〜BABY BABY BABY〜
・2018 6月27日 配信リリース3
(rain me pop)
Star To rain 〜スタートレイン〜
rain〜泣かないで〜